# Balegaši
Balegaši (balegari, lat. Geotrupidae), porodica kornjaša koja čini dio natporodice Scarabaeoidea. Ime je došlo po rodu Geotrupes, a najpoznatij imu je predstavnik obični zujak (Geotrupes stercorarius).
Balegaši su koprofagi, nekada uključivani u porodicu Scarabaeidae, iz koje su kasnije izdvojeni rodovi koji čine danas porodice Trogidae i Geotrupidae. O vrstama ovih i srodnih pordica govori se kao o balegarima ili balegašima na nivou natporodice Scarabaeoidea. Premda nisu fitofagi, balegaši mogu napraviti štete na poljoprivrednim usjevima, gdje se koristi stajsko gnojivo. Predstavnike porodica Geotrupidae i Aphodiidae mogu se često sresti na leševima, dok se Trogidae koriste za čišćenje skeleta u muzejima.

## Rodovi
1. Genus Allotrupes • 1 spp
2. Genus Anoplotrupes • 3 spp
3. Genus Ceratophyus • 13 spp
4. Genus Ceratotrupes • 3 spp
5. Genus Chelotrupes • 9 spp
6. Genus Cnemotrupes • 9 spp
7. Genus †Cretogeotrupes • 1 †spp
8. Genus Enoplotrupes • 20 spp
9. Genus Epigeotrupes • 3 spp
10. Genus Geohowdenius • 2 spp
11. Genus Geotrupes • 16 spp; 5 †spp
12. Genus †Geotrupoides • 2 †spp
13. Genus Glyptogeotrupes • 3 spp
14. Genus Halffterius • 1 spp
15. Genus Haplogeotrupes • 2 spp
16. Genus Jekelius • 18 spp
17. Genus Lethrus • 124 spp
18. Genus †Lithogeotrupes • 1 †spp
19. Genus Megatrupes • 2 spp
20. Genus Mycotrupes • 5 spp
21. Genus Odontotrypes • 78 spp
22. Genus Onthotrupes • 8 spp
23. Genus †Parageotrupes • 1 †spp
24. Genus Peltotrupes • 2 spp
25. Genus Phelotrupes • 62 spp
26. Genus Pseudotrypocopris • 1 spp
27. Genus Sericotrupes • 1 spp
28. Genus Silphotrupes • 3 spp
29. Genus Thorectes • 22 spp
30. Genus Trypocopris • 8 spp
31. Genus Typhaeus • 4 spp
32. Genus Zuninoeus • 1 spp